# Faustverleihung 2006
Die erste Verleihung des Deutschen Theaterpreises Der Faust fand am 24. November 2006 im Aalto-Theater in Essen, Nordrhein-Westfalen, statt. Ausrichter war der Deutsche Bühnenverein.

## Ausgezeichnete und Nominierte
Beste Regie im Schauspiel
Jürgen Gosch – Macbeth – Düsseldorfer Schauspielhaus
Volker Lösch – Die Weber – Staatsschauspiel Dresden
Barbara Wachendorff – Ich muss gucken, ob ich da bin – Schlosstheater Moers
Beste darstellerische Leistung im Schauspiel
Katharina Schüttler – Hedda Gabler (Hedda Gabler) – Schaubühne am Lehniner Platz
Nicole Heesters – In allen Ehren (Honor) – Hamburger Kammerspiele
Alexander Scheer – Othello (Othello) – Hamburger Schauspielhaus
Beste Regie im Musiktheater
Jossi Wieler – Doktor Faustus – Staatsoper Stuttgart
Dietrich Hilsdorf – Jephta – Theater der Stadt Bonn
Andreas Kriegenburg – Orpheus und Eurydike – Theater Magdeburg
Beste Sängerdarstellerleistung im Musiktheater
Evelyn Herlitzius – Salome (Salome) – Semperoper
Franz Grundheber – Simon Boccanegra (Simon Boccanegra) – Hamburgische Staatsoper
Nina Stemme – Tristan und Isolde (Isolde) – Bayreuther Festspiele
Beste Choreographie
Meg Stuart – Replacement – Volksbühne Berlin
Tomasz Kajdanski – Tschaikowski – Thüringer Landestheater Eisenach
Stephan Thoss – Zwischen Mitternacht und Morgen: Schwanensee – Staatstheater Hannover/Aalto-Theater Essen
Beste darstellerische Leistung im Tanz
Marijn Rademaker – Äffi (Solodarbietung) – Stuttgarter Ballett
Thiago Bordin – Romeo und Julia (Romeo) – Hamburg Ballett
Lucia Lacarra – Die silberne Rose (Sophie) – Bayerisches Staatsballett
Beste Regie Kinder- und Jugendtheater
Klaus Schumacher – Mutter Afrika – Deutsches Schauspielhaus
Volker Metzler – The killer in me is the killer in you my love – Theater Junge Generation Dresden
Rüdiger Pape – Die Nibelungen – Ömmes & Oimel, Köln
Beste Ausstattung Kostüm / Bühne
Katrin Brack – Iwanow (Bühne) – Volksbühne Berlin
Olaf Altmann – Faust I und Faust II (Bühne) – Deutsches Theater Berlin
Achim Freyer – Médée (Ausstattung) – Nationaltheater Mannheim
Lebenswerk
George Tabori